# Hirmes
Hirmes es una localidad y pedanía española del municipio de Berja. Pertenecía al municipio de Benínar, que fue devorado por las aguas del pantano homónimo. Con la desaparición del pueblo y municipio de Benínar pasó a pertenecer a Berja.

## Historia
Fundado alrededor del Siglo XVII posee un urbanismo y arquitectura de corte alpujarreño, destacando los tejados de launas. Su iglesia, del Siglo XVIII de una sola nave con tejado de teja árabe a dos aguas es una excelente representante de la arquitectura religiosa alpujarreña. En su interior posee un interesante viacrucis de tallas en madera policromada. Fue rehabilitada en 2015. Debido a su histórico aislamiento, el pueblo carecía de agua corriente, donde cada vivienda tenía un depósito que los propietarios se encargaban de rellenar. El ayuntamiento de Berja anunció en el 2010 obras para aprovechar el agua de dos fuentes cercanas al pueblo y abastacer de agua corriente a la barriada.